# 微软红心大战
红心大战（Microsoft Hearts），一项四人扑克牌游戏，目标是在游戏中拿到最少的分数。此游戏是Microsoft Windows内建的游戏之一，於1992年，在Windows for Workgroups 3.1中第一次推出；但Windows NT系列直到Windows XP才内置，并持续到Windows 7。從Windows 8開始，红心大战已經跟著「遊樂場」被移除。

## 歷史
红心大战最早出现在1992年的Windows for Workgroups 3.1中，於1992年秋季發布，通过NetDDE技术与本地网络的其它电脑通信，设计该游戏的最初目的是为了鼓励用户对系统的网络功能產生兴趣。